# Pharmacie franciscaine de Dubrovnik
La pharmacie franciscaine de « Male Brace » fondée dans le couvent franciscain de Dubrovnik en 1360 est la plus ancienne pharmacie d'Europe.

## Fonction
La pharmacie avait pour fonction de soigner la population et les moines (le VIe chapitre de la règle des Franciscains demande aux frères de soigner les frères malades) et servait aussi de source de revenus aux moines.

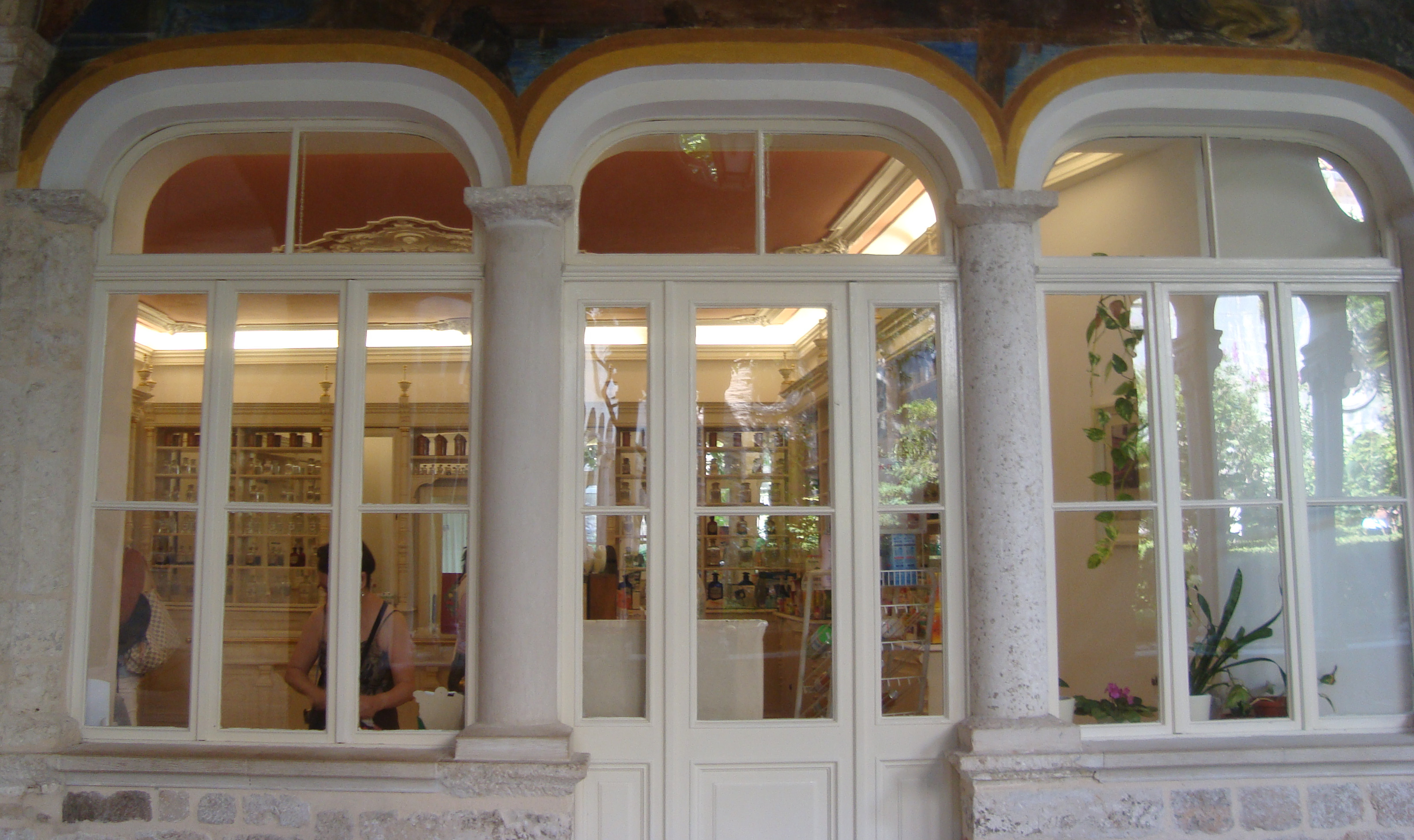
Pharmacie franciscaine, l'entrée.

## Aujourd'hui
Le petit musée du monastère expose ce qui subsiste de la pharmacie : tableaux du XVe siècle, manuscrits, pots à pharmacie, instruments, récipients...
La pharmacie est restée en activité, et on y vend toujours des médicaments, crèmes ou potions, inspirées des recettes d'autrefois.